# Nathaniel Chipman
Nathaniel Chipman (* 15. November 1752 in Salisbury, Litchfield County, Colony of Connecticut; † 13. Februar 1843 in Tinmouth, Vermont) war ein US-amerikanischer Jurist und Politiker (Föderalistische Partei), der den Bundesstaat Vermont im US-Senat vertrat.

## Leben und Wirken
Als Junge erhielt Nathaniel Chipman Privatunterricht. Er erwarb 1777 einen akademischen Grad am Yale College; während dieser Zeit diente er auch in der Kontinentalarmee und kämpfte im Unabhängigkeitskrieg. Bis 1778 bekleidete er den Rang eines Lieutenant im 2. Regiment aus Connecticut. Nach dem Ende seiner militärischen Laufbahn studierte Chipman die Rechtswissenschaften, wurde 1779 in die Anwaltskammer aufgenommen und begann in Tinmouth (Rutland County) zu praktizieren. Von 1784 bis 1785 übte er sein erstes politisches Mandat als Abgeordneter im Repräsentantenhaus von Vermont aus. 1786 wurde er Richter am Vermont Supreme Court, dessen Vorsitz er 1789 übernahm. Zwischen 1791 und 1894 war er Richter am Bundesbezirksgericht für den Gerichtsdistrikt Vermont; 1796 wurde er erneut Chief Justice von Vermont.
Als US-Senator Isaac Tichenor am 17. Oktober 1797 zurücktrat, um das Amt des Gouverneurs von Vermont zu übernehmen, wurde Chipman zu dessen Nachfolger im Kongress gewählt. Er verblieb dort bis zum 3. März 1803 und scheiterte beim Versuch der Wiederwahl. Von 1806 bis 1811 gehörte er danach erneut dem staatlichen Repräsentantenhaus an, ehe von 1813 bis 1815 eine abschließende Amtsperiode als oberster Richter von Vermont folgte.
Nathaniel Chipmans jüngerer Bruder Daniel vertrat Vermont von 1815 bis 1816 im US-Repräsentantenhaus, dem auch sein Enkel John Logan Chipman von 1887 bis 1893 für Michigan angehörte.